# Taraguilla
Taraguilla är en ort i Spanien.   Den ligger i provinsen Provincia de Cádiz och regionen Andalusien, i den södra delen av landet, 500 km söder om huvudstaden Madrid. Taraguilla ligger 18 meter över havet och antalet invånare är 3 057.
Terrängen runt Taraguilla är platt söderut, men norrut är den kuperad. Havet är nära Taraguilla söderut. Närmaste större samhälle är Algeciras, 8,4 km söder om Taraguilla. 